# Estación de Monastiraki
Monastiraki (Español: Monasterio) estación es un intercambio en el Metro de Atenas, entre las líneas 1 y 3. La estación de superficie original de la línea 1 se inauguró en 17 de mayo de 1895, convirtiéndose en un punto de intercambio de la red cuando se abrió la estación de metro de la línea 3 en 22 de abril de 2003. Está localizado en el centro histórico de Atenas, cerca del barrio de Plaka. La estación está justo debajo de la Acrópolis y al lado del sitio de la antigua ágora de Atenas.

## Servicios
| << cabecera | < estación | línea   | estación > | cabecera >> |
| ----------- | ---------- | ------- | ---------- | ----------- |
| Piraeus     | Thissio    | Línea 1 | Omonoia    | Kifissia    |
| Nikaia      | Kerameikos | Línea 3 | Syntagma   | Aeropuerto  |